# Cincinnati Bengals 2016
La stagione 2016 dei Cincinnati Bengals è stata la 49ª della franchigia, la 47ª nella National Football League e la 14ª con Marvin Lewis come capo-allenatore. Con la sconfitta contro i Baltimore Ravens nella settimana 15, la squadra è stata eliminata matematicamente dalla corsa ai playoff, che aveva sempre raggiunto nelle cinque precedenti annate.

## Scelte nel Draft 2016

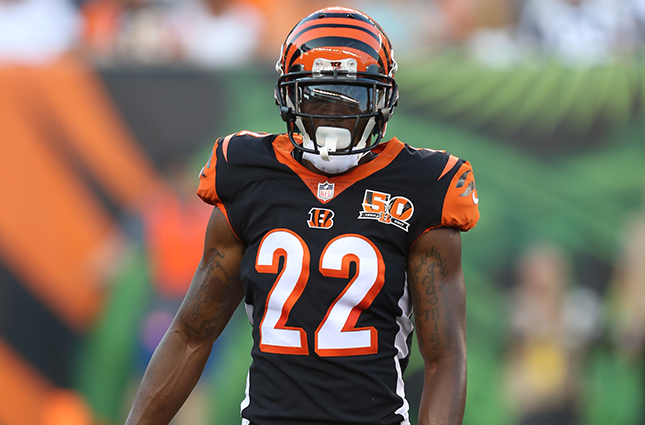
William Jackson III fu la scelta del primo giro dei Bengals nel draft 2016 ma si infortunò al petto una settimana prima dell'inizio della stagione regolare, perdendo tutta l'annata

| Scelte dei Bengals nel Draft 2016 |        |                     |       |               |
| Giro                              | Scelta | Giocatore           | Ruolo | College       |
| 1                                 | 24     | William Jackson III | CB    | Houston       |
| 2                                 | 55     | Tyler Boyd          | WR    | Pittsburgh    |
| 3                                 | 87     | Nick Vigil          | MLB   | Utah State    |
| 4                                 | 122    | Andrew Billings     | DT    | Baylor        |
| 5                                 | 161    | Christian Westerman | G     | Arizona State |
| 6                                 | 199    | Cody Core           | WR    | Ole Miss      |
| 7                                 | 245    | Clayton Fejedelem   | S     | Illinois      |

## Staff
| Staff dei Cincinnati Bengals nel 2016 |
| --- |
| Organi dirigenziali - Presidente/General Manager – Mike Brown - Senior Vice President of Player Personnel – Pete Brown - Executive Vice President – Katie Blackburn - Vice President of Player Personnel – Paul Brown - Director of Player Personnel – Duke Tobin Capo allenatore - Marvin Lewis - Assistente c.a./Offensive Line – Paul Alexander Altri allenatori - Preparatore atletico – Chip Morton - Assistente – Jeff Friday Allenatori dell'attacco - Coordinatore offensivo – Ken Zampese - Quarterback – Bill Lazor - Running Back – Kyle Caskey - Wide Receiver – James Urban - Tight End – Jonathan Hayes - Assistente Offensive Line/Controllo qualità – Brian Braswell - Offensive Line/Controllo qualità – Robert Couch - Assistente/Wide Receiver – Dan Pitcher Allenatori della difesa - Coordinatore difensivo – Paul Guenther - Defensive Line – Jacob Burney - Linebacker – Jim Haslett - Assistente Linebackers/Controllo qualità – David Lippincott - Defensive Back – Kevin Coyle - Assistant Defensive Back – Robert Livingston - Controllo qualità/Defensive Line – Marcus Lewis Allenatori dello special team - Coordinatore Special Team – Darrin Simmons - Assistente/Controllo qualità – Brayden Coombs |

## Roster
| Roster dei Cincinnati Bengals nel 2016 |
| --- |
| Quarterback - 14 Andy Dalton - 5 A.J. McCarron - 3 Jeff Driskel Running Back - 25 Giovani Bernard - 33 Rex Burkhead - 89 Ryan Hewitt FB - 32 Jeremy Hill - 30 Cedric Peerman Wide Receiver - 83 Tyler Boyd - 16 Cody Core - 12 Alex Erickson - 18 A.J. Green - 11 Brandon LaFell - 86 James Wright Tight End - 85 Tyler Eifert - 81 Tyler Kroft - 87 C.J. Uzomah Offensive Linemen - 61 Russell Bodine C - 65 Clint Boling G - 74 Jake Fisher T - 60 T.J. Johnson C - 70 Cedric Ogbuehi T - 63 Christian Westerman G - 77 Andrew Whitworth T - 73 Eric Winston T - 68 Kevin Zeitler G Defensive Linemen - 97 Geno Atkins DT - 93 Will Clarke DE - 96 Carlos Dunlap DE - 99 Margus Hunt DE - 90 Michael Johnson DE - 94 Domata Peko DT - 92 Pat Sims DT - 69 DeShawn Williams DT Linebacker - 55 Vontaze Burfict OLB - 56 Karlos Dansby MLB - 53 Marquis Flowers OLB - 58 Rey Maualuga MLB - 57 Vincent Rey OLB - 52 Trevor Roach MLB - 59 Nick Vigil MLB Defensive Back - 21 Darqueze Dennard CB - 42 Clayton Fejedelem S - 43 George Iloka SS - 22 William Jackson III CB - 24 Adam Jones CB - 27 Dre Kirkpatrick CB - 37 Chris Lewis-Harris CB - 26 Josh Shaw CB - 31 Derron Smith SS - 36 Shawn Williams FS Special Team - 46 Clark Harris LS - 10 Kevin Huber P - 2 Mike Nugent K Lista delle riserve - 75 Andrew Billings DT (IR) - 91 Marcus Hardison DT (IR) - 98 Brandon Thompson DT (PUP) 53 attivi, 3 inattivi |
| Legenda - I rookie sono in corsivo. - Il primo ruolo è il principale mentre gli eventuali successivi indicano i ruoli secondari. - (IR) sta per Injured Reserve ed indica la lista ristretta per un solo giocatore infortunato che può tornare ad allenarsi dopo la settimana 6 e a rientrare in prima squadra dopo che questa ha giocato 8 partite. - (NF-Inj.) / (NF-Ill.) stanno rispettivamente per Non-Football Injured e Non-Football Illness ed indicano le liste dove viene inserito un giocatore che ha un infortunio o una malattia non dipendente dal football americano. - (PUP) sta per Physically Unable to Perform ed indica la lista dove viene inserito un giocatore mentre è in attesa di recuperare la condizione fisica. Nella stagione regolare dopo la sesta partita giocata dalla propria squadra, il giocatore ha tempo tre settimane per riprendere ad allenarsi, più tre settimane aggiuntive dal suo rientro agli allenamenti per rientrare in prima squadra. |

## Calendario
| Turno | Data               | Ora (ET)           | Avversario              | Risultato          | Record             | Stadio                   | TV                 | NFL.com recap      |
| ----- | ------------------ | ------------------ | ----------------------- | ------------------ | ------------------ | ------------------------ | ------------------ | ------------------ |
| 1     | 11/9               | 1:00 p.m.          | at New York Jets        | V 23–22            | 1–0                | MetLife Stadium          | CBS                | Recap              |
| 2     | 18/9               | 1:00 p.m.          | at Pittsburgh Steelers  | S 16–24            | 1–1                | Heinz Field              | CBS                | Recap              |
| 3     | 25/9               | 1:00 p.m.          | Denver Broncos          | S 17–29            | 1–2                | Paul Brown Stadium       | CBS                | Recap              |
| 4     | 29/9               | 8:25 p.m.          | Miami Dolphins          | V 22–7             | 2–2                | Paul Brown Stadium       | NFLN               | Recap              |
| 5     | 9/10               | 4:25 p.m.          | at Dallas Cowboys       | S 14–28            | 2–3                | AT&T Stadium             | CBS                | Recap              |
| 6     | 16/10              | 1:00 p.m.          | at New England Patriots | S 17–35            | 2–4                | Gillette Stadium         | CBS                | Recap              |
| 7     | 23/10              | 1:00 p.m.          | Cleveland Browns        | V 31–17            | 3–4                | Paul Brown Stadium       | CBS                | Recap              |
| 8     | 30/10              | 9:30 a.m.          | Washington Redskins     | P 27–27 (DTS)      | 3–4–1              | Wembley Stadium (Londra) | Fox                | Recap              |
| 9     | Settimana di pausa | Settimana di pausa | Settimana di pausa      | Settimana di pausa | Settimana di pausa | Settimana di pausa       | Settimana di pausa | Settimana di pausa |
| 10    | 14/11              | 8:30 p.m.          | at New York Giants      | S 20–21            | 3–5–1              | MetLife Stadium          | ESPN               | Recap              |
| 11    | 20/11              | 1:00 p.m.          | Buffalo Bills           | S 12–16            | 3–6–1              | Paul Brown Stadium       | Fox                | Recap              |
| 12    | 27/11              | 1:00 p.m.          | at Baltimore Ravens     | S 14–19            | 3–7–1              | M&T Bank Stadium         | CBS                | Recap              |
| 13    | 4/12               | 1:00 p.m.          | Philadelphia Eagles     | V 32–14            | 4–7–1              | Paul Brown Stadium       | Fox                | Recap              |
| 14    | 11/12              | 1:00 p.m.          | at Cleveland Browns     | V 23–10            | 5–7–1              | FirstEnergy Stadium      | CBS                | Recap              |
| 15    | 18/12              | 1:00 p.m.          | Pittsburgh Steelers     | S 20–24            | 5–8–1              | Paul Brown Stadium       | CBS                | Recap              |
| 16    | 24/12              | 8:25 p.m.          | at Houston Texans       | S 10–12            | 5–9–1              | NRG Stadium              | NFLN               | Recap              |
| 17    | 1/1                | 1:00 p.m.          | Baltimore Ravens        | V 27–10            | 6–9–1              | Paul Brown Stadium       | CBS                | Recap              |

Note: Gli avversari della propria division sono in grassetto.

## Classifiche

### American Football Conference
| Pos                 | Squadra              | Division           | V                  | S                  | P                  | %                  | Div                | Conf               | SOS                | SOV                | Striscia           |
| Leader di division  | Leader di division   | Leader di division | Leader di division | Leader di division | Leader di division | Leader di division | Leader di division | Leader di division | Leader di division | Leader di division | Leader di division |
| ------------------- | -------------------- | ------------------ | ------------------ | ------------------ | ------------------ | ------------------ | ------------------ | ------------------ | ------------------ | ------------------ | ------------------ |
| 1.                  | New England Patriots | East               | 14                 | 2                  | 0                  | .875               | 5-1                | 11-1               | .439               | .424               | 7 V                |
| 2.                  | Kansas City Chiefs   | West               | 12                 | 4                  | 0                  | .750               | 6-0                | 9-3                | .508               | .479               | 2 V                |
| 3.                  | Pittsburgh Steelers  | North              | 11                 | 5                  | 0                  | .688               | 5-1                | 9-3                | .494               | .423               | 7 V                |
| 4.                  | Houston Texans       | South              | 9                  | 7                  | 0                  | .563               | 5-1                | 7-5                | .502               | .427               | 1 S                |
| Wild card           |                      |                    |                    |                    |                    |                    |                    |                    |                    |                    |                    |
| 5.                  | Oakland Raiders      | West               | 12                 | 4                  | 0                  | .750               | 3-3                | 9-3                | .504               | .443               | 1 S                |
| 6.                  | Miami Dolphins       | East               | 10                 | 6                  | 0                  | .625               | 4-2                | 7-5                | .455               | .341               | 1 S                |
| Escluse dai playoff |                      |                    |                    |                    |                    |                    |                    |                    |                    |                    |                    |
| 7.                  | Tennessee Titans     | South              | 9                  | 7                  | 0                  | .563               | 2-4                | 6-6                | .465               | .458               | 1 V                |
| 8.                  | Denver Broncos       | West               | 9                  | 7                  | 0                  | .563               | 2-4                | 6-6                | .549               | .455               | 1 V                |
| 9.                  | Baltimore Ravens     | North              | 8                  | 8                  | 0                  | .500               | 4.2                | 7-5                | .498               | .363               | 2 S                |
| 10.                 | Indianapolis Colts   | South              | 8                  | 8                  | 0                  | .500               | 3-3                | 5-7                | .492               | .406               | 1 V                |
| 11.                 | Buffalo Bills        | East               | 7                  | 9                  | 0                  | .438               | 1-5                | 4-8                | .482               | .339               | 2 S                |
| 12.                 | Cincinnati Bengals   | North              | 6                  | 9                  | 1                  | .406               | 3-3                | 5-7                | .521               | .333               | 1 V                |
| 13.                 | New York Jets        | East               | 5                  | 11                 | 0                  | .313               | 2-4                | 4-8                | .518               | .313               | 1 V                |
| 14.                 | San Diego Chargers   | West               | 5                  | 11                 | 0                  | .313               | 1-5                | 4-8                | .543               | .513               | 5 S                |
| 15.                 | Jacksonville Jaguars | South              | 3                  | 13                 | 0                  | .188               | 2-4                | 2-10               | .527               | .417               | 1 S                |
| 16.                 | Cleveland Browns     | North              | 1                  | 15                 | 0                  | .063               | 0-6                | 1-11               | .549               | .313               | 1 S                |

Note
- Sotto la colonna SOV è indicata la percentuale della Strenght of Victory, statistica che riporta la percentuale di vittoria delle squadre battute da una particolare squadra (il valore assume rilievo come discriminante ai fini della classifica in caso di un record stagionale identico fra due squadre).
- Sotto la colonna SOS è indicata la percentuale della Strenght of Schedule, valore determinato da una formula che calcola la percentuale di vittoria di tutte le squadre che una singola squadra deve affrontare durante la stagione (il valore, insieme alla SOV, assume rilievo come discriminante ai fini della classifica in caso di un record stagionale identico fra due squadre).

- Sotto la colonna Div è indicato il bilancio vittorie-sconfitte (record) contro le squadre appartenenti alla stessa division di appartenenza (AFC West).
- Sotto la colonna Conf viene indicato il record contro le squadre appartenenti alla stessa conference di appartenenza (AFC).